# Gornja Bela Reka (Nova Varoš)
Gornja Bela Reka (em cirílico: Горња Бела Река) é uma vila da Sérvia localizada no município de Nova Varoš, pertencente ao distrito de Zlatibor. A sua população era de 165 habitantes segundo o censo de 2011.

## Demografia
| 1948 | 1953 | 1961 | 1971 | 1981 | 1991 | 2002 | 2011 |
| ---- | ---- | ---- | ---- | ---- | ---- | ---- | ---- |
| 524  | 562  | 556  | 452  | 355  | 281  | 224  | 165  |